# 国瑞汽車
国瑞汽車（こくずい-きしゃ）は、台湾の自動車製造・販売会社。
1984年に台北市にて設立。台湾向けにトヨタ車及び日野車を製造する目的で、台湾の和泰汽車と日本の日野自動車との合弁で設立された企業である。

## 生産拠点

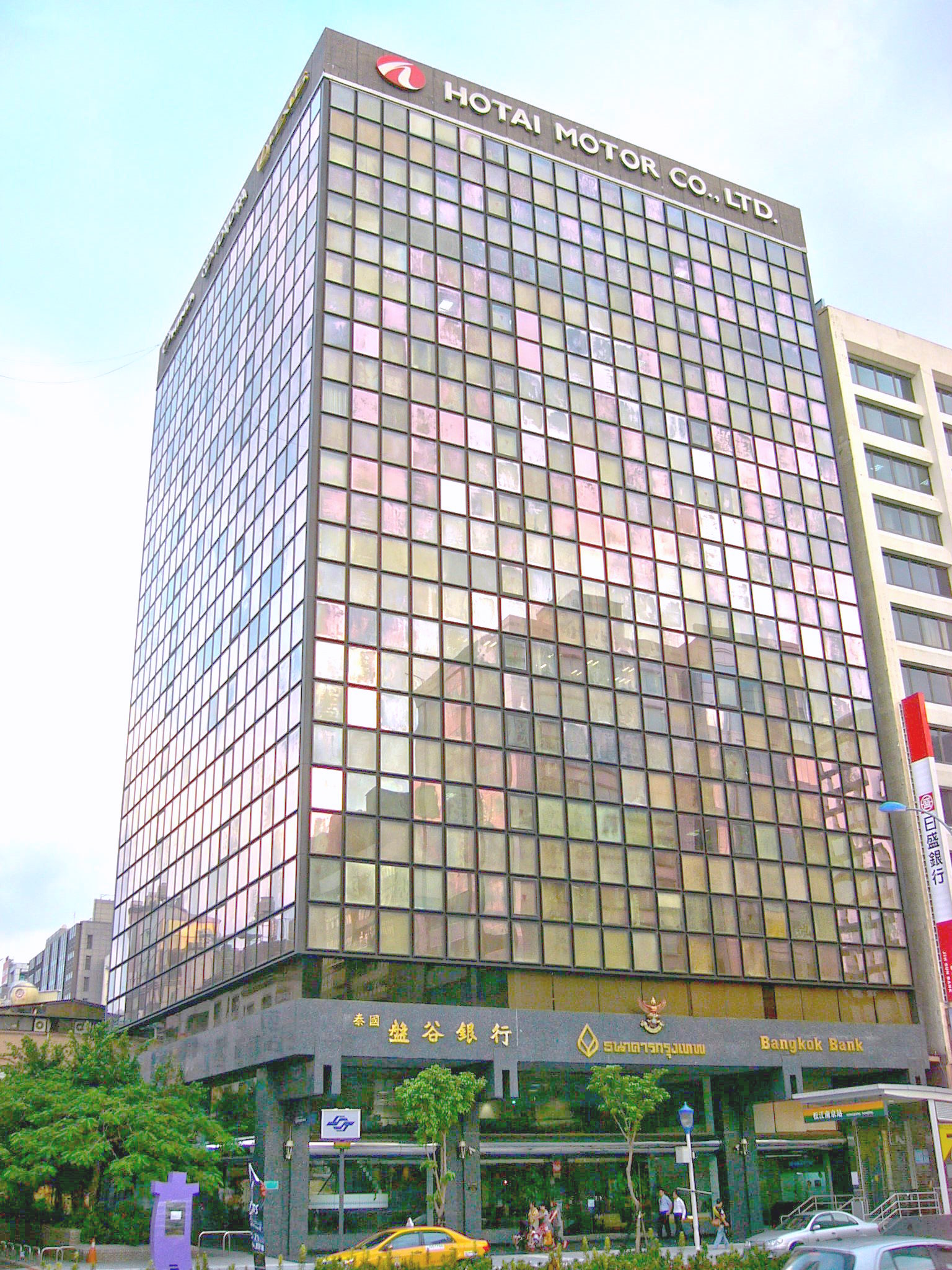
国瑞汽車本社がある「和泰汽車大楼」
（台湾台北市中山区松江路）

- 中壢工場（桃園市中壢区） - 乗用車（カローラアルティス、シエンタ）の製造
- 観音工場（桃園市観音区） - 乗用車（ヴィオス、カムリ、ヤリス）と商用車の製造

## 現在の現地生産車種
2022年2月現在
☆はハイブリッド専用車種、★はハイブリッドの設定あり。
- トヨタ
  - カローラアルティス/カローラアルティス GRスポーツ（日本の「カローラ」とはボディが異なる）
    - カローラアルティス・ハイブリッド/カローラアルティスハイブリッド GRスポーツ　☆

  - カローラクロス　★
  - ヴィオス
  - ヤリス（日本/欧州/米国で販売されるヤリスとは別規格のアジア向け専用車種）

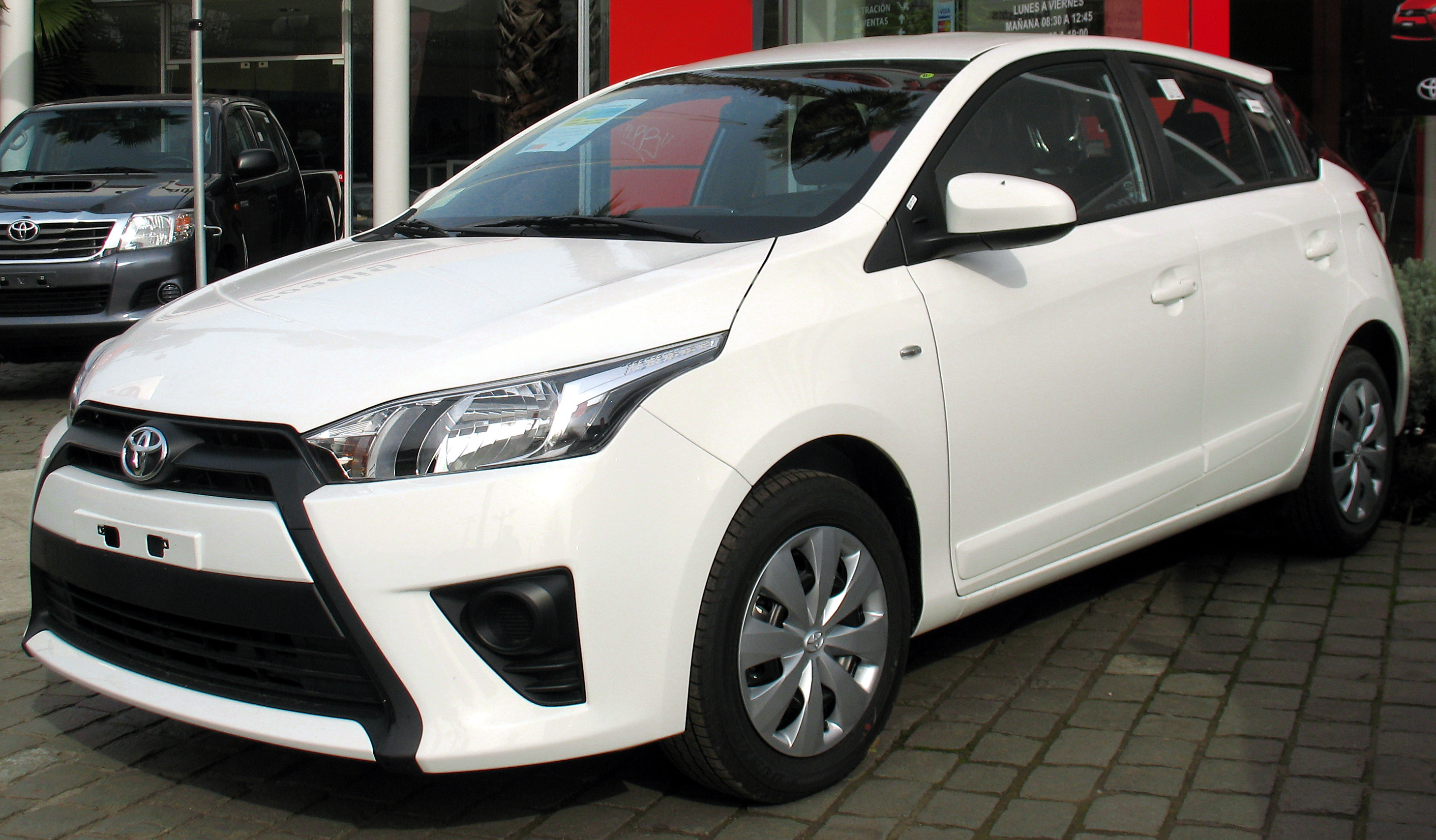
ヤリス

  - シエンタ/シエンタ クロスオーバー
  - タウンエース
- 日野
  - プロフィア
  - レンジャー
  - デュトロ

- ヤリス

## 日本からの輸入販売車種
2020年12月現在
- トヨタ
  - カムリ
    - カムリ ハイブリッド　★

  - 86
  - カローラスポーツ(旧名：オーリス。ハイブリッドの設定なし)
  - C-HR（1.2Lターボのみ。尚、台湾仕様は車名エンブレム「C-HR」の上に「TOYOTA」エンブレムが装着される。）
  - ランドクルーザープラド
  - プリウス（ZVW50のみ、日本仕様の「A」に相当する単一グレード設定）　☆
  - プリウスPHV（ZVW52）　☆
  - プリウスα（ZVW40のみ、日本仕様の「G 7人乗り」相当にツーリングセレクションの17インチアルミホイールと樹脂パノラマルーフを装着した単一グレード設定）　☆
  - プリウスC（日本名：アクア）　☆
  - RAV4
    - RAV4ハイブリッド　★

  - アルファード（重い関税がかかるため、日本円で約1200万円の高額車両となる）
  - グランビア（日本名：グランエース）
  - ハイエース

- レクサス　
  - ES　★
  - IS　★
  - RC F　
  - LS　★
  - LC/LC コンバーチブル　★
  - RX　★
  - NX　★
  - UX　★
  - LM（重い関税がかかるため、日本円で約2200-2400万円の高額車両となる）　☆

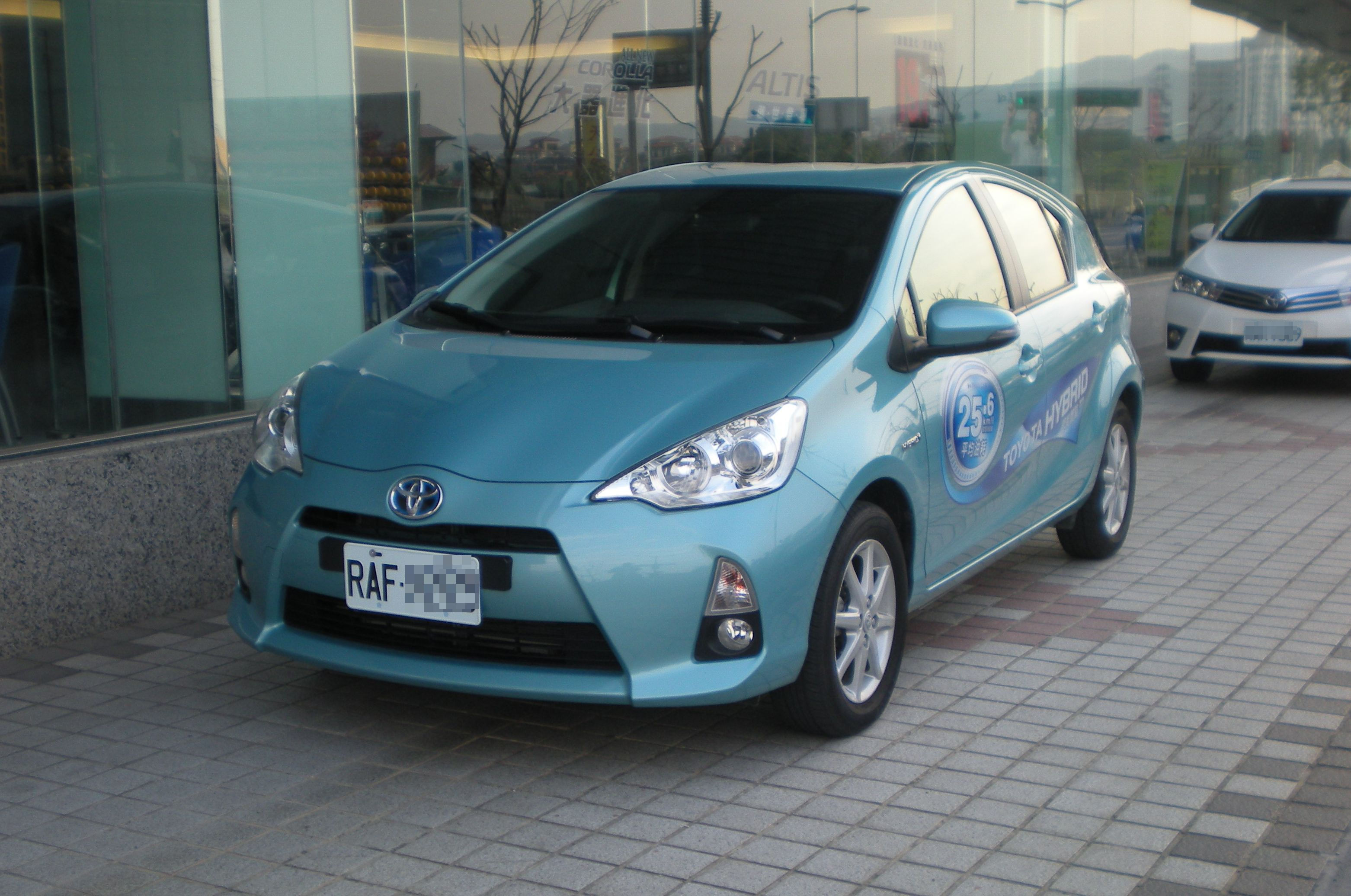
プリウスC
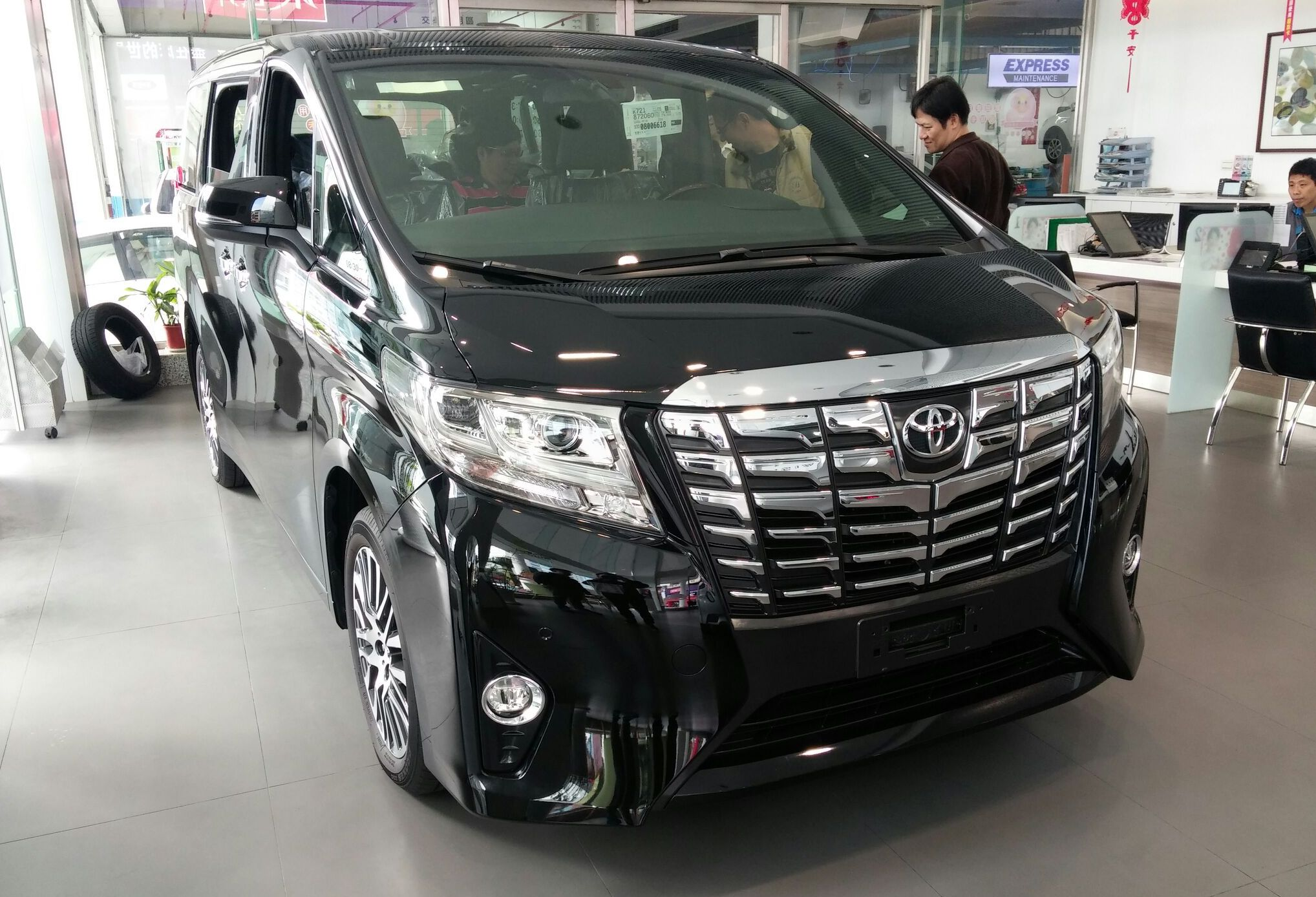
アルファード

## アメリカからの輸入販売車種
- シエナ　☆

## タイからの輸入販売車種
- ハイラックス

## オーストリア（マグナ・シュタイアー）からの輸入販売車種
- GRスープラ

## 過去の生産・販売車種
- コロナ
- ターセル
- ハイエース（含、ハイエースソレミオ）
- ゼイス
- ダイナ
  - ウィッシュ
  - イノーバ
- スーパードルフィン
- プレヴィア（日本名：エスティマ）
- LX
- GS
- CT